# Chrysis leptomandibularis
Chrysis leptomandibularis (лат.) — вид ос-блестянок рода Chrysis из подсемейства Chrysidinae.

## Распространение
Западная Палеарктика: центральная и северная Европы. В северной Европе: Эстония, Финляндия, Латвия, Литва, Норвегия. Редкий вид.

## Описание
Длина — 5—8 мм. Ярко-окрашенные металлически блестящие осы. Размер и форма тела такие же стройные и удлинённые, как у C. angustula. Однако членики жгутика усика короче, стернит S2 зеленоватый (не красноватый) с более короткими черными пятнами, а мезоскутум имеет более широкие, сильно блестящие промежутки между точками у самки. Мандибула чрезвычайно тонкая у самки (медиальная ширина менее одной трети базальной ширины) и несколько толще у самца (медиальная ширина около одной трети базальной ширины). По сравнению с C. schencki, мандибулы тоньше, пунктировка мезоскутума более редкая, а тело более стройное. Клептопаразиты ос: Symmorphus (Vespidae). Период лёта: июнь — август.